# Astragalus bithynicus
Astragalus bithynicus là một loài thực vật có hoa trong họ Đậu. Loài này được (Bornm.) Podl. & Sytin mô tả khoa học đầu tiên năm 2002.